# Apseudes grossimanus
Apseudes grossimanus är en kräftdjursart som beskrevs av Norman och Stebbing 1886. Apseudes grossimanus ingår i släktet Apseudes och familjen Apseudidae. Inga underarter finns listade i Catalogue of Life.